# Robert Budreau
Robert Budreau (* 25. Januar 1974 in London, Ontario) ist ein kanadischer Produzent, Regisseur und Drehbuchautor.

## Leben
Seine Mutter heißt Claire Budreau. Er wuchs in der Stadt Ingersoll auf und absolvierte die McMaster University. An der University of British Columbia wurde er zum Rechtsanwalt ausgebildet, zudem studierte er Film an der Vancouver Film School. Bis 2004 arbeitete er als Anwalt bei Goodmans LLP in Toronto.
Seine Laufbahn als Produzent, Regisseur und Drehbuchautor begann er mit Kurzfilmen bei seiner Filmproduktionsfirma Lumanity Productions Inc. Sein erster Kinofilm war das romantische Mysterydrama That Beautiful Somewhere mit Roy Dupuis und Jane McGregor.
2005 gewann Budreau beim Sudbury Cinéfest für Dry Whiskey als bester kanadischer Kurzfilm. 2007 erhielt er für That Beautiful Somewhere Auszeichnungen beim California Independent Film Festival, dem Garden State Film Festival und dem Park City Film Music Festival.
Ebenfalls sehr erfolgreich war seine Filmbiografie Born to be Blue (2015) über den Jazzmusiker Chet Baker mit Ethan Hawke in der Hauptrolle, die unter anderem bei den Canadian Screen Awards 2017 die Preise für den besten Original Score und den besten Original Song gewann.

## Filmografie (Auswahl)

### Produktion
- 2004: Dream Recording
- 2004: Photographic Fate
- 2004: Judgment Call
- 2005: Yesteryears
- 2005: The Unfolding
- 2005: Primum Non Nocere
- 2005: The Multiple Selves of Hannah Maynard
- 2005: Do No Harm
- 2005: Welcome
- 2005: Dry Whiskey
- 2006: That Beautiful Somewhere
- 2006: The Unspoken Promise
- 2006: The Secret Miracle
- 2007: Drag
- 2015: Born to be Blue
- 2023: The Boy in the Woods – Überleben ist alles (The Boy in the Woods)

### Regie und Drehbuch
- 2004: Dream Recording
- 2004: Photographic Fate
- 2004: Judgment Call
- 2005: Yesteryears
- 2005: Dry Whiskey
- 2006: That Beautiful Somewhere
- 2015: Born to be Blue